# Бисамондай (станция)
Станция Бисамондай (яп. 毘沙門台駅 Бисамондай эки) — железнодорожная станция на линии Астрам-лайн расположенная в районе Асаминами, Хиросима. Островная, эстакадная крытая станция. Станция была открыта 20 августа 1994 года. На станции установлены платформенные раздвижные двери.

## История
Открыта 20 августа 1994 года.

## Близлежащие станции
| «     |  | Линия             |  | »         |
| ----- |  | ----------------- |  | --------- |
| Омати |  | Линия Астрам-лайн |  | Ясухигаси |